# Honor Frost
Pour les articles homonymes, voir Frost.
Honor Frost est une archéologue écossaise née le 28 septembre 1917 à Nicosie et morte le 12 septembre 2010 à Londres. Elle est une pionnière de l'archéologie sous-marine.

## Chantiers menés
En 1968, à la requête du gouvernement égyptien et Unesco, Frost, avec Kemal Abu el-Saadat, conduit un sondage archéologique des environs de l'île de Pharos ancienne, dans la rade d'Alexandrie.
Honor Frost a mené des fouilles archéologiques en Sicile, au nord de la côte de Marsala, correspondant au site antique de Lilybée. En 1971, l'arrière d'un bateau punique a été découvert à 2,50 mètres de profondeur, puis en 1974, à 70 mètres de là, un autre navire, navire-jumeau du précédent. Ces deux épaves ont été remontées et traitées pour se conserver à l'air libre. Leurs formes se complètent, avec notamment un éperon, elles fournissent un document unique de la marine de guerre carthaginoise durant la première guerre punique.

## Ouvrages publiés
- (en) Under the Mediterranean: Marine Antiquities published by Routledge (1963, 1969)
- (en) Diggings In The Deep in Saudi Aramco World November/December (1964) p. 28–32
- (en) Ancore, the potsherds of marine archaeology: on the recording of pierced stones from the Mediterranean In Marine Archaeology 1973, p. 397–409.
- (en) The Punic wreck in Sicily 1. Second season of excavation (1974), In International Journal Nautical Archaeology Volume 3 Issue 1 p. 35–40 (1974)
- (en) The Marsala Punic Warship
- (en) The Pharos Site, Alexandria, Egypt International Journal of Nautical Archaeology, (1975) 4:126–130.
- (en) When is a wreck not a wreck International Journal of Nautical Archaeology, (1976) vol 5 issue 2 p. 101–105
- (en) Pyramidal Stone Anchors: An Enquiry in Institute of Nautical Archaeology (INA) TROPIS Volume 1 (1985)
- (en) Where did they build ancient warships? in Institute of Nautical Archaeology (INA) TROPIS Volume 2 (1987)
- (en) How Carthage Lost the Sea: Off the Coast of Sicily, a Punic Warship Gives up its Secret, Natural History, December 1987; 58–67
- (en) Where did Bronze Age Ships Keep their Stone Anchors? in Institute of Nautical Archaeology (INA) TROPIS Volume 3 (1989)
- (en) Old Saws Institute of Nautical Archaeology (INA) TROPIS Volume 4 (1991)